# Anfisbena (mitologia)

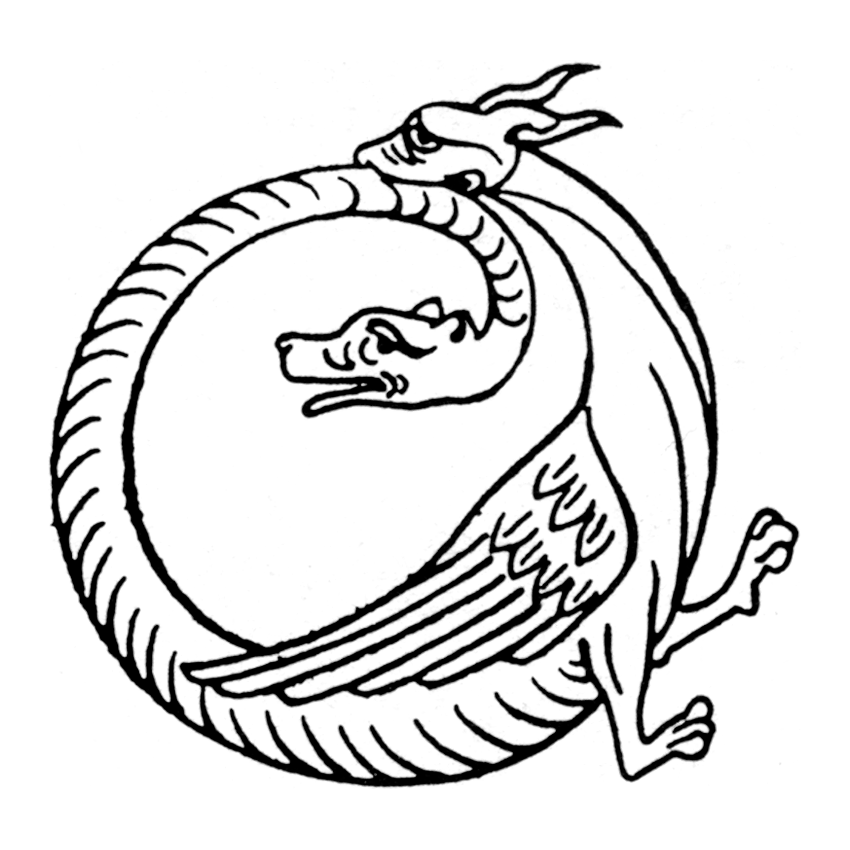
Amphisbaena.

Anfisbena (Plural: Anfisbenas), Anfisbênia, Anfibena, Anfisbênio, Amphisboena, Amphisbaena, Anfista, Anfivena, palavra Grega, que significa "que vai em duas direções", do (amphis), que significa "ambos os caminhos", e (bainein), que significa "ir", também chamado a Mãe das Formigas, é uma serpente mitológica, que come formigas e com uma cabeça em cada ponta. Segundo a mitologia grega, a Anfisbena nasceu do sangue que gotejou da cabeça de Górgona Medusa quando Perseu voou por cima do Deserto da Líbia, com ela em suas mãos. Foi então que o exército de Cato encontrou-a junto com outras serpentes em sua marcha. A Anfisbena alimentou-se dos cadáveres deixados para trás. Ela tem sido citada por poetas, como Nicandro de Cólofon, John Milton, Alexander Pope, Alfred Tennyson, e Alfred Edward Housman, e a Anfisbena como uma criação mitológica e lendária foram citados por Lucano, Caio Plínio Segundo, Isidoro de Sevilha, e Thomas Browne, os últimos dos quais desiludiram a sua existência.

## Aparência
| “ | A Amphisbaena tem cabeça dupla, uma que está na extremidade da cauda, bem, como se não fosse o suficiente para ser envenenado por uma boca. | ” |

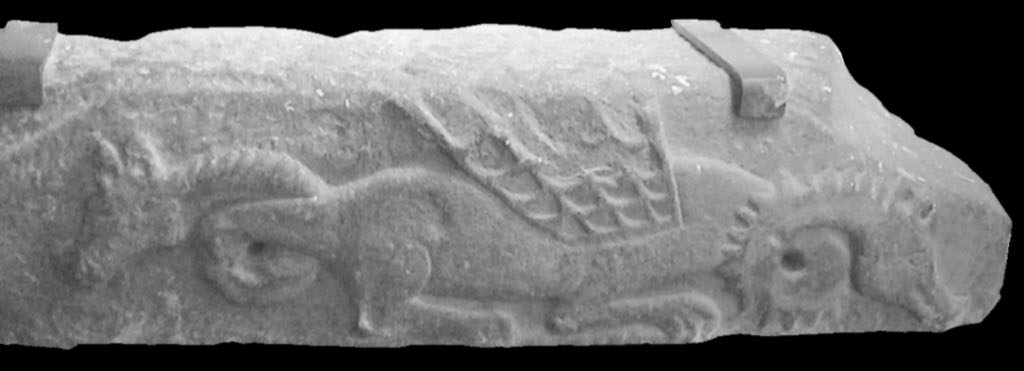
Uma Anfisbena do Museum Rock of Cashel, Irlanda

Esta recente descrição da Anfisbena apresenta uma criatura parecida a uma cobra venenosa, de duas-cabeças. Contudo, os desenhos Medievais e posteriores muitas vezes mostram-na com dois ou mais pés escamosos, em particular pés de frango e asas emplumadas. Alguns até representam-na como uma criatura chifruda, semelhante a um dragão com o rabo de cabeça-de-serpente e orelhas pequenas e redondas, enquanto outras têm os dois "pescoços" do mesmo tamanho para que não possam ser destinguido qual é a cabeça traseira. Muitos relatos da Anfisbena dizem que seus olhos incandescem como luz de velas ou como relâmpago, mas o poeta Nicandro parece contradizer isto descrevendo-a como "sempre de olho fosco". Ele também diz que "de uma ponta a outra sobressai um queixo embotado; cada um é distante um do outro." O relato de Nicandro de Cólofon parece estar se referindo ao que de fato é chamado de Anfisbena.

## Habitat
A Anfisbênia faz sua habitação em desertos.

## Habilidades
- Natação
- Hipnose
- Escavação
- Caninos venenosos
- Velocidade

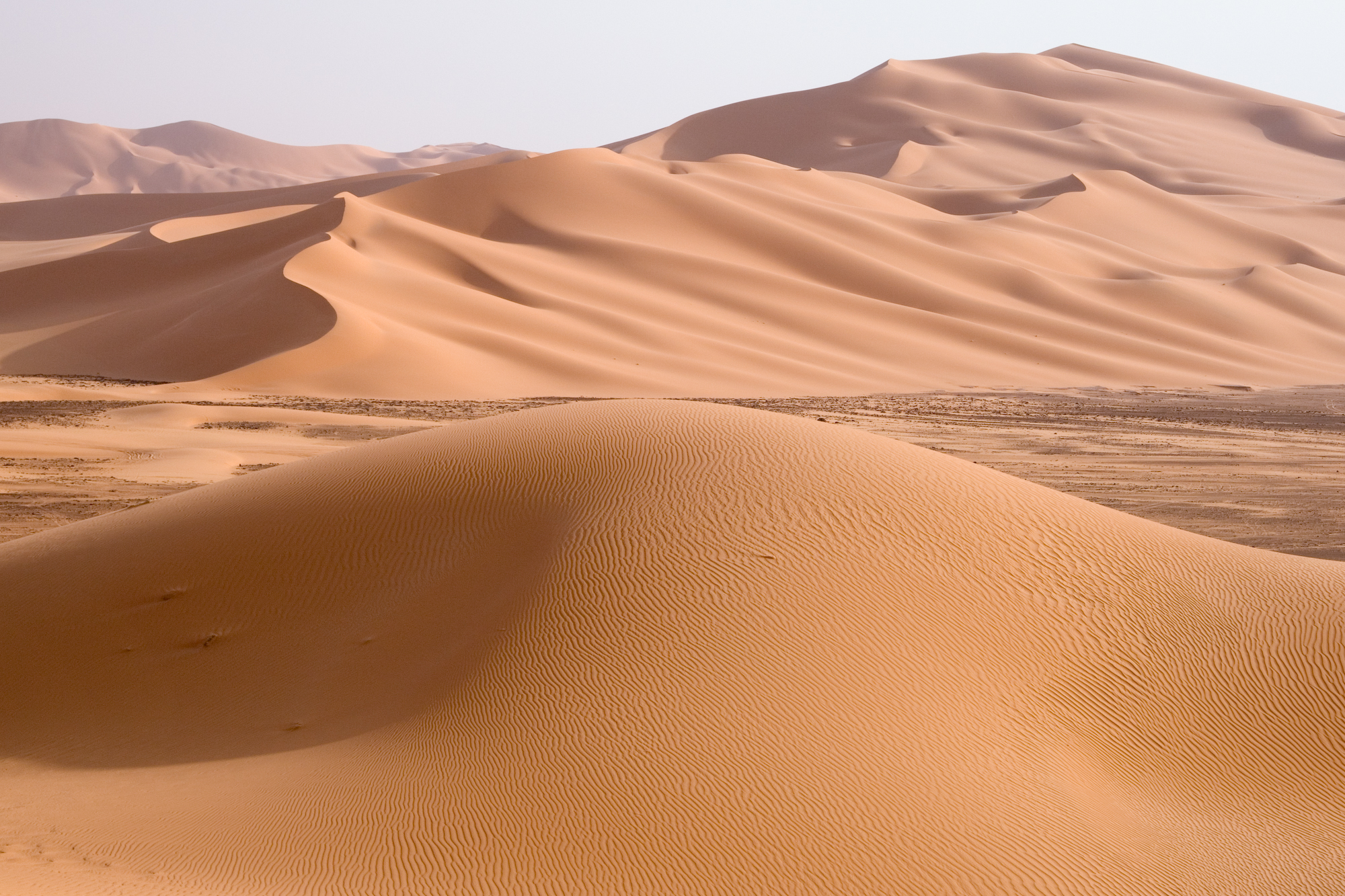
Deserto da Líbia; Lugar onde acredita-se ter nascido a Anfisbena.

- O contato com os olhos mata imediatamente quando em lua cheia.

## Origens
Em O Livro das Bestas, T.H. White sugere que a criatura provém de descobertas de Ubijaras do mesmo nome. Estas criaturas são encontradas nos países do Mediterrâneo, onde muitas destas lendas surgiram.

## Referencias
1. ↑  «ToposText». topostext.org. Consultado em 14 de março de 2023